# جيمس كينغ (لاعب كرة قدم)
جيمس كينغ (بالإنجليزية: James King)‏ (16 أبريل 1906 في المملكة المتحدة - 1 يناير 1985 في المملكة المتحدة) هو لاعب كرة قدم بريطاني (وحمل سابقاً جنسية المملكة المتحدة لبريطانيا العظمى وأيرلندا) في مركز الهجوم. شارك مع منتخب اسكتلندا لكرة القدم. أما مع النوادي، فقد لعب مع هاميلتون أكاديميكال ونادي ألوا أثليتيك ورابطة كرة القدم الاسكتلندية الحادية عشر ‏.

## وصلات خارجية
- جيمس كينغ على موقع الاتحاد الإسكتلندي (الإنجليزية)
- جيمس كينغ على موقع قاعدة بيانات كرة القدم.إي يو (الإنجليزية)